# Roch Marc Christian Kaboré
Roch Marc Christian Kaboré (sinh ngày 25 tháng 4 năm 1957) là chính khách người Burkina Faso, giữ chức Tổng thống Burkina Faso từ năm 2015. Trước đó, ông là Thủ tướng Burkina Faso từ năm 1994 đến năm 1996 và Chủ tịch Quốc hội Burkina Faso từ năm 2002 đến 2012. Ông cũng từng là chủ tịch của đảng Đại hội dân chủ và tiến bộ (CDP). Từ tháng 1 năm 2014, ông rời khỏi đảng CDP và thành lập đảng phái mới, đảng Phong trào nhân dân vì sự Tiến bộ (MPP). Ông được bầu làm Tổng thống của Burkina Faso trong cuộc Tổng tuyển cử diễn ra vào năm 2015.
Trong cuộc bầu cử được tổ chức vào ngày 29 tháng 11 năm 2015, Kabore thắng cử trong vòng bỏ phiếu đầu tiên, giành được 53,5% phiếu bầu, trong khi đối thủ chính của ông là cựu Bộ trưởng Tài chính Zephirin Diabré chỉ nhận được 29.7%.